# Amber Liu
Amber Josephine Liu (hans: 刘逸云, hant: 劉逸雲), känd under artistnamnet Amber, född 18 september 1992 i Los Angeles, är en amerikansk sångerska och rappare av taiwanesisk härkomst som är aktiv i Sydkorea.
Hon har varit medlem i den sydkoreanska tjejgruppen f(x) sedan gruppen debuterade 2009. Amber släppte sitt solo-debutalbum Beautiful den 16 februari 2015.

## Diskografi

### Album
| Albuminformation                                | Topplacering          |
| Albuminformation                                | Sydkorea (Gaon Chart) |
| ----------------------------------------------- | --------------------- |
| Beautiful (EP-skiva) - Släppt: 16 februari 2015 | 2                     |

### Singlar
| År   | Titel                                                    | Topplacering          |
| År   | Titel                                                    | Sydkorea (Gaon Chart) |
| ---- | -------------------------------------------------------- | --------------------- |
| 2015 | "Shake That Brass" (med Taeyeon)                         | 17                    |
| 2016 | "Borders"                                                | 205                   |
| 2016 | "Wave" (med Luna & R3hab)                                | —                     |
| 2016 | "On My Own" (med Gen Neo)                                | —                     |
| 2016 | "Need to Feel Needed"                                    | 300                   |
| 2016 | "Breathe Again" (med Ksuke)                              | —                     |
| 2016 | "Heartbeat" (med Luna, ft. Ferry Corsten & Kago Pengchi) | —                     |